# Ozzy Osbourne

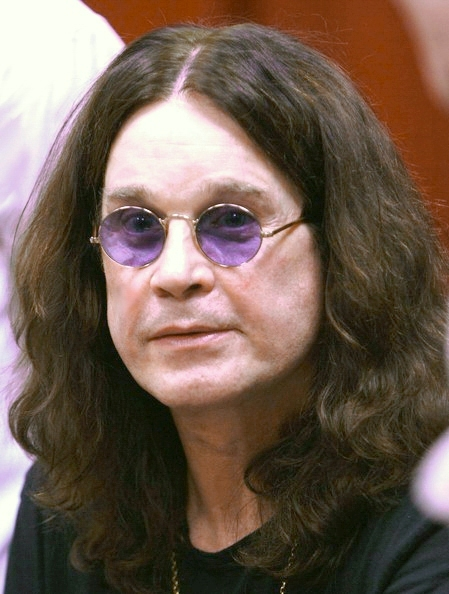
Ozzy Osbourne (2010)

John Michael „Ozzy“ Osbourne (* 3. Dezember 1948 in Birmingham; † 22. Juli 2025 in Jordans) war ein britischer Rockmusiker. Er wurde 1969 als Sänger der den Heavy Metal prägenden Band Black Sabbath bekannt. Als Solokünstler erhielt er ab 1980 bis Mitte der 1990er Jahre mehrere Platin-Auszeichnungen. Er trug die  Beinamen Godfather of Metal („Pate des Metal“) und Prince of Darkness („Fürst der Finsternis“). Gemeinsam mit seiner Frau und Managerin Sharon Osbourne gründete er 1996 das Ozzfest. Erneut populär wurde er Anfang der 2000er Jahre durch die MTV-Reality-Serie The Osbournes, in der er mit seiner Frau sowie den Kindern Kelly und Jack auftrat.

## Kindheit und Jugend
John Michael Osbourne wurde 1948 als viertes von sechs Kindern des Ehepaars Jack und Lillian Osbourne im englischen Aston, einem Stadtteil Birminghams, geboren. Sein Vater arbeitete in einem Stahlwerk als Werkzeugmacher, seine Mutter arbeitete beim Autoteilezulieferer Lucas. Die Familie wohnte in einfachen Verhältnissen in einem kleinen Reihenhaus mit zwei Zimmern. Osbourne besuchte die örtliche King-Edward-VI-Gesamtschule, wo er auch seinen Spitznamen „Ozzy“ erhielt. Er hatte in der Schule Probleme, weil er an einer Lese- und Rechtschreibschwäche litt. Seiner 2010 veröffentlichten Biographie zufolge war er vor der Zeit bei Black Sabbath in keiner anderen Band aktiv.
Mit 15 Jahren verließ Osbourne die Schule und schlug sich als Hilfsarbeiter mit verschiedenen Gelegenheitsjobs als Klempner, Fleischer, Maler und als Gehilfe in einem Bestattungsinstitut durch, um etwas Geld für seine Familie zu verdienen. Im Alter von 17 Jahren überfiel er eine Modeboutique, wurde gefasst und für sechs Wochen inhaftiert. Im Gefängnis tätowierte er sich selbst mit Graphit und Nadel seinen Spitznamen „Ozzy“ auf die Finger, was zeit seines Lebens als eines seiner Markenzeichen galt.

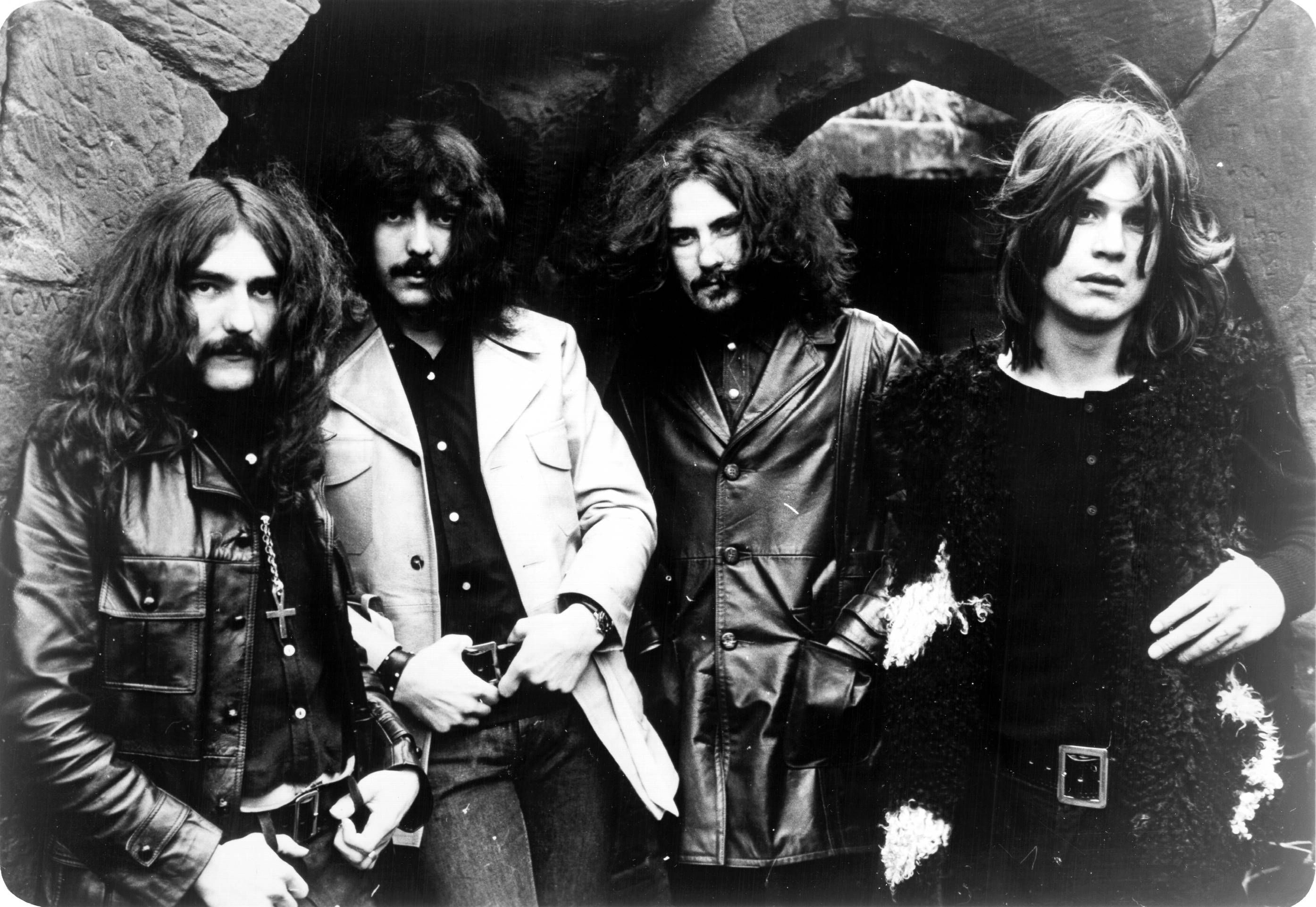
Ozzy Osbourne (rechts) mit Black Sabbath (1970)

Schließlich lieh Osbourne sich von seinem Vater etwas Geld und kaufte sich ein Mikrofon und einen 50-Watt-Verstärker. Er schaltete eine Anzeige in einem örtlichen Musikladen mit seinem neuen Künstlernamen „Ozzy Zig“, worauf sich der Bassist Terry „Geezer“ Butler bei ihm meldete. Auch der Gitarrist Tony Iommi und dessen Freund Bill Ward wurden auf die Anzeige aufmerksam, da sie einen Sänger suchten. Nach einigen Verhandlungen gründeten sie 1968 die Polka Tulk Blues Band, die ursprünglich noch aus zwei weiteren Mitgliedern bestand. Da diese beiden anderen jedoch nicht zur Band passten, löste sich die Gruppe unter einem Vorwand auf und reformierte sich zu viert als Earth. 1969 benannten sie sich in Black Sabbath um.

## Black Sabbath
Auf ihrem künstlerischen Höhepunkt in den 1970er Jahren und wieder ab den 2000ern war Ozzy Osbourne Sänger der Band Black Sabbath.

## Solokarriere
Auf Grund seiner Drogenprobleme trennte sich Black Sabbath 1979 von Osbourne. Er lebte mehrere Monate im Le Parc Hotel in Los Angeles, und sein Drogenkonsum intensivierte sich. Erst als Sharon Arden (die Tochter des ehemaligen Black-Sabbath-Managers und Jet-Records-Firmenchefs Don Arden) einige Schulden beglich und vorschlug, eine Karriere als Solokünstler zu beginnen, startete Osbourne einen neuen Anlauf. Noch im selben Jahr stellte Osbourne mit Hilfe von Sharon Arden die Band Blizzard of Ozz zusammen, die aus Gitarrist Randy Rhoads (von Quiet Riot), Bassist Bob Daisley (von Rainbow), Schlagzeuger Lee Kerslake (von Uriah Heep) und Keyboarder Don Airey (von Rainbow) bestand. In dieser Besetzung wurde das erste Album Blizzard of Ozz in England aufgenommen und 1980 (schließlich doch unter dem Namen Ozzy Osbourne) bei Jet Records veröffentlicht. Das erste offizielle Konzert von Blizzard of Ozz fand am 12. September 1980 im Glasgower Apollo Theater statt. Die Single Crazy Train, das neue Album und die anschließende Tour durch England stießen auf positive Resonanz seitens des Publikums und der Kritiker.

### Die 1980er Jahre

Logo von Ozzy Osbourne von 1980 bis 1986 und 2007 (Black Rain)

### Blizzard of Ozz,Diary of a MadmanundSpeak of the Devil
Nun wurde eine Welttournee angestrebt. Osbourne und seine Managerin flogen in die USA, um einen Plattenvertrag für das gerade erschienene Album auszuhandeln. Da die Plattenfirma CBS kein Interesse zeigte, wollte Arden sie mit besonderen Mitteln überzeugen: bei einer Besprechung mit den Vorsitzenden sollten zwei Tauben mitgenommen werden, um sie dort in die Luft zu werfen. Vor den Augen der Anwesenden ließ Osbourne eine Taube frei und biss der anderen den Kopf ab. Der Vertrag wurde abgeschlossen. Seitdem und wegen anderer verrückten Eskapaden trug Ozzy Osbourne auch den Spitznamen „The Madman“.
Das Nachfolgealbum Diary of a Madman wurde nach weiteren Tourneen 1981 veröffentlicht. Das Album gilt, wie auch der Vorgänger, als Klassiker in der Geschichte der modernen Rockmusik und des Heavy Metal und zeigt die spielerischen und kompositorischen Fähigkeiten der Beteiligten auf. Vor allem Randy Rhoads’ Gitarrenspiel auf diesen Alben gilt als wegweisend und beeinflusst bis heute viele berühmte Gitarristen. Im selben Jahr ließ sich Osbourne von Thelma Mayfair scheiden, mit der er zwei Kinder hat.
Am 20. Januar 1982 gastierte die Band in Des Moines, Iowa. Während des Konzertes warf ein Zuschauer eine lebende Fledermaus auf die Bühne, der Osbourne den Kopf abbiss. In einem Interview beteuerte er später, er habe geglaubt, es handele sich um eine Gummi-Attrappe. Osbourne wurde nach dem Konzert ins Krankenhaus gebracht, wo er eine Tollwutimpfung bekam. In den darauf folgenden Wochen waren Bühnenauftritte nur noch stark eingeschränkt möglich, da er mehrmals Schwächeanfälle erlitt und kollabierte. Diese Aktion ging weltweit durch die Presse, Konzerte wurden von Tierschützern und Glaubensgemeinschaften boykottiert, gläubige Christen und Prediger verbrannten öffentlich Schallplatten von Ozzy Osbourne. Er erklärt in einem Interview dazu Folgendes:
„Sofort aber fühlte sich etwas falsch an, sehr falsch. Zum Anfang war mein Mund sofort voll mit dieser warmen, klebrigen Flüssigkeit mit dem schlimmsten Nachgeschmack, den man sich je vorstellen kann. Ich konnte fühlen, wie sie meine Zähne befleckt und mein Kinn herunterläuft.“
Das daraus resultierende Image machte sich Osbourne zunutze, und er fuhr riesige Bühnenproduktionen mit Spezialeffekten auf, wobei er über die Bühne tobte und sich mit dem Publikum Wurfschlachten mit Schlachtabfällen lieferte. Zu diesem Zeitpunkt war die Band mit Schlagzeuger Tommy Aldridge und Bassist Rudy Sarzo auf einem frühen Zenit angelangt. Im selben Jahr sorgte Osbourne für einen weiteren Eklat, als er im Vollrausch – ein Kleid seiner Frau tragend – in San Antonio an das Alamo-Denkmal urinierte. Die Stadt verfügte daraufhin ein zehnjähriges Einreiseverbot.

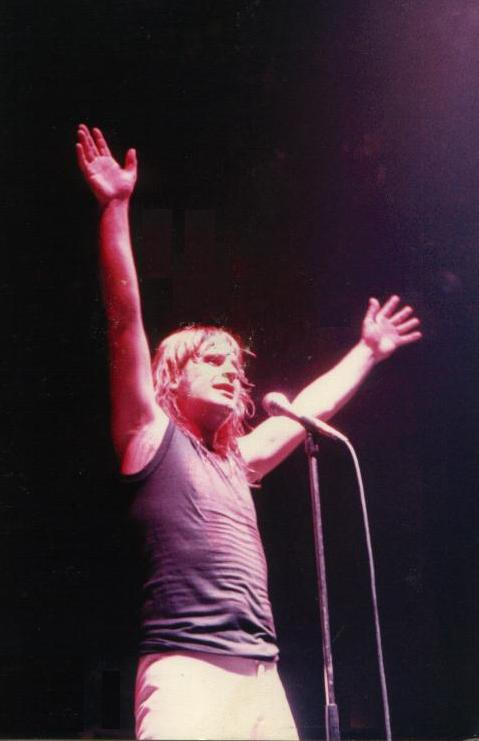
Ozzy Osbourne (1981)

An 19. März 1982 kam der Gitarrist Randy Rhoads beim Absturz eines Privatflugzeugs ums Leben. Nach einigen Wochen wurde Rhoads für kurze Zeit durch den irischen Gitarristen Bernie Tormé (Ex-Gillan) ersetzt, bis schließlich Brad Gillis von der Rockband Night Ranger sein Nachfolger wurde. Im selben Jahr erschien das Livealbum Speak of the Devil (auch als Talk of the Devil veröffentlicht), das nur Stücke von Black Sabbath und eine Widmung an den verstorbenen Randy Rhoads beinhaltet. Aufgrund von Streitigkeiten wurde das Livealbum nur veröffentlicht, um den Vertrag mit Don Arden und Jet Records zu erfüllen. Arden erwirkte, dass seine Tochter und Osbourne sich für 1,5 Millionen Dollar aus dem Vertrag freikaufen mussten. Sharon Arden sprach daraufhin über 20 Jahre lang kein Wort mehr mit ihrem Vater. Am 4. Juli 1982 heirateten Osbourne und Sharon Arden auf Hawaii.

### Bark at the Moon,The Ultimate SinundTribute
Bob Daisley wurde als Komponist zurück in die Band geholt und Brad Gillis durch den aus San Diego stammenden Gitarristen Jake E. Lee ersetzt. 1983 erschien Osbournes drittes Studioalbum Bark at the Moon, für dessen Cover und Videoauskopplung er sich in einen Werwolf verwandelte. Im Musikvideo saß Carmine Appice anstatt Tommy Aldridge, mit dem sich Sharon Osbourne überworfen hatte, an den Drums. Die anschließende Welttournee mit Mötley Crüe verlief sehr erfolgreich und wurde nur durch einen Unfall unterbrochen, bei dem sich Osbourne während der Dreharbeiten zum Video der Single So Tired an einem explodierenden Spiegel mit Glassplittern Schnittverletzungen zuzog. Die Band und Osbourne, der zu dieser Zeit in tiefer Alkoholsucht steckte, stachelten sich gegenseitig zu Eskapaden an. Am 2. September 1983 wurde Ozzy und Sharon Osbournes erste Tochter Aimee Rachel geboren.
Zwecks Drogenentzug ließ sich Osbourne ins Betty Ford Center in Kalifornien einweisen. Nach einer kurzen Abstinenzphase wurde er rückfällig. Mitte der 1980er Jahre spielte Osbourne bei mehreren großen Festivals, wie bei Rock in Rio, U.S. Festival ’83, Monsters of Rock und dem von Bob Geldof initiierten Live Aid, wo er sich für einen drei Lieder umfassenden Auftritt mit seinen alten Kollegen von Black Sabbath zusammentat.
Am 27. Oktober 1984 wurde die zweite gemeinsame Tochter Kelly Lee geboren, und am 8. November des folgenden Jahres Sohn Jack Joseph. 1986 erschien ein weiteres Soloalbum mit dem Titel The Ultimate Sin, dem eine Tour mit Metallica als Vorband folgte. Die Singleauskopplung Shot in the Dark wurde ein Hit. Die Position am Bass wurde für das Album und die Tournee von Phil Soussan übernommen; am Schlagzeug war nun Randy Castillo zu hören.
Osbourne wurde im selben Jahr von den Eltern des Teenagers John McCollum verklagt, weil er ihren Sohn durch das Lied Suicide Solution vom Debütalbum Blizzard of Ozz in den Suizid getrieben habe. Der junge Mann hatte sich nach Angaben der Polizei mit einem Gewehr erschossen, während er sich zuhause das Album anhörte. Vor Gericht wurde als Beweis eine Analyse der von der Klägerseite beauftragten Firma Bio Acoustics Research, Inc vorgelegt, die besagte, dass in dem Lied Suicide Solution versteckte Botschaften zu hören seien. Diese Botschaften seien in einer bestimmten Frequenz aufgenommen, um das Unterbewusstsein zu stimulieren und dem Hörer die versteckten Botschaften zugänglich zu machen. Nach Angaben der Klägerseite lauteten die Botschaften: „Why try, why try … get the gun, get the gun … shoot, shoot, shoot …“ („Warum versuchen, … hol die Schusswaffe, … schieß“).
Osbournes Seite berief sich jedoch auf das Recht der künstlerischen Freiheit und sagte aus, dass solche Botschaften auf keiner von Osbournes Schallplatten zu finden seien. Osbourne selbst war von dem Vorfall zutiefst erschüttert und schwor, dass er solche Botschaften auf seinen Alben niemals unterbringen würde. Das Lied Suicide Solution gebe die Erfahrungen Osbournes mit dem Kampf gegen seine Alkoholsucht wieder und thematisiere zudem den Tod des AC/DC-Sängers Bon Scott. Es rufe jedoch niemanden zum Suizid auf. Dieses Verfahren trat in den USA eine Welle von Klagen gegen andere Rockbands los, u. a. gegen Judas Priest. 1988 wurde die Klage schließlich von einem Gericht abgewiesen.
1987 erschien das Live-Album Tribute, das einen Zusammenschnitt zweier Auftritte von 1981 mit Randy Rhoads enthält und dem verstorbenen Gitarristen gewidmet ist. In diesem Jahr beschränkte Osbourne sich auf Promotionarbeit für das Album, spielte nur einen Auftritt vor Inhaftierten in einem Gefängnis und nahm das Duett Close My Eyes Forever mit Lita Ford auf, das ein Hit wurde.

### No Rest for the Wicked
1988 holte Osbourne den noch unbekannten Gitarristen Zakk Wylde aus New Jersey in seine Band, der Jake E. Lee ersetzte. Bob Daisley übernahm abermals den Bass und unterstützte die Band für die Aufnahmen des nächsten Albums No Rest for the Wicked. Nach der Veröffentlichung wurde Daisley wiederum durch Osbournes ehemaligen Black-Sabbath-Kollegen Geezer Butler für die Tour ersetzt, die die Band Mitte August 1989 nach Moskau führte, wo sie beim Moscow Music Peace Festival vor 260.000 Menschen mit Gruppen wie Bon Jovi, Cinderella, Mötley Crüe, Gorky Park und den Scorpions auftraten. Das Konzert wurde von westlichen und sowjetischen Fernsehteams dokumentiert und vom Musiksender MTV u. a. im deutschen Fernsehen eine Woche nach dem Konzert im Abendprogramm ausgestrahlt.
Im September 1988 würgte Osbourne betrunken seine Ehefrau Sharon, wofür er verhaftet wurde. Unter der Auflage, einen Entzug in einer geschlossenen Anstalt anzutreten, entließ ihn die Polizei. Trotz seiner Bemühungen gelang es Osbourne zunächst nicht, seine Sucht zu bezwingen.

### Die 1990er Jahre

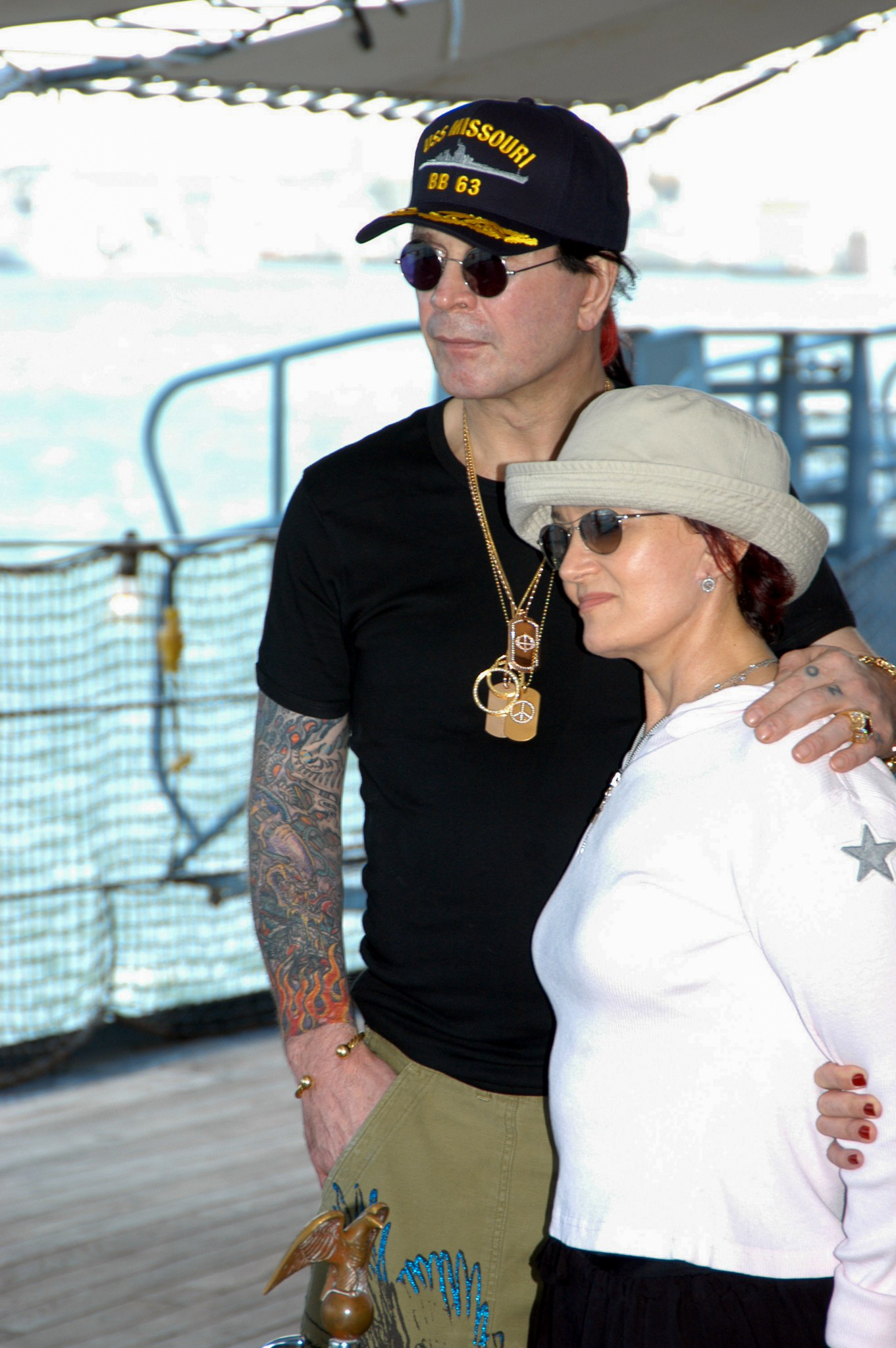
Ozzy und Sharon Osbourne (2004)

### Just Say Ozzy,No More TearsundLive & Loud
1990 erschien die Live-EP Just Say Ozzy mit einigen Mitschnitten der „No Rest for the Wicked“-Tour. 1991 wurde Bob Daisley für die Aufnahmen des nächsten Albums No More Tears erneut in die Band geholt, kurz darauf jedoch durch Mike Inez ersetzt. Privat schwor Osbourne Alkohol und Drogen ab und unterzog sich strengen Fitnessprogrammen und gesunder Ernährung. Mit einem sehr erfolgreichen Album, aus dem mehrere Singles ausgekoppelt und Musikvideos gedreht wurden, ging Osbourne erneut auf Welttournee (die unter dem Motto „No More Tours“ stand). Die Tour endete im November 1992 in Costa Mesa, Kalifornien, mit einem gemeinsamen Auftritt der ursprünglichen Black-Sabbath-Besetzung, die vier Klassiker zum Besten gab.
Da Osbourne unter teilweise starken Zitteranfällen und Sprachstörungen litt und diese sich zum damaligen Zeitpunkt verschlimmerten, konsultierte er mehrere Ärzte, die bei ihm zunächst die Parkinson-Krankheit diagnostizierten. Nach mehreren Untersuchungen stellten Spezialisten allerdings fest, dass es sich um eine vererbte Nervenkrankheit handelte, die medikamentös behandelt werden konnte.
1993 erschien das Live-Doppelalbum Live & Loud, ein Mitschnitt der letzten Tour. Anschließend versuchte Osbourne, eine Band zusammenzustellen. Das geplante Projekt mit dem Gitarristen Steve Vai scheiterte jedoch.
Osbourne arbeitete in dieser Zeit auch mit Motörhead zusammen, z. B. ist er in deren Stück I Ain’t No Nice Guy als Gastsänger zu hören. Lemmy Kilmister war wiederum an einigen Texten des Albums No More Tears beteiligt.

### Ozzmosis,The OZZman ComethundReunionmit Black Sabbath
Osbourne nahm mit Zakk Wylde, Geezer Butler, Deen Castronovo und Rick Wakeman das Album Ozzmosis auf. 1994 erhielt er für I Don’t Want to Change the World den Grammy Award for Best Metal Performance. Nach den Aufnahmen verließ Wylde die Band, um sich auf seine Soloprojekte zu konzentrieren, und wurde durch Joe Holmes ersetzt. Das Album wurde von Fans und Kritikern sehr gut aufgenommen und die anschließende Welttournee unter dem Motto „Retirement Sucks“ war erneut ein großer Erfolg. Während der Tour wurde Castronovo aufgrund unüberbrückbarer Differenzen entlassen, und es wurden erst Randy Castillo, dann Mike Bordin ans Schlagzeug geholt. Den Bass übernahm Robert Trujillo.
Sharon Osbourne versuchte vergeblich, ihren Ehemann für das Lollapalooza-Festival zu buchen. Daraufhin organisierte sie 1996 das Ozzfest, das bis heute jährlich stattfindet. Durch dieses Festival wurden Gruppen wie Slipknot, Korn, System of a Down und viele andere weltberühmt. Auch bereits etablierte und erfolgreiche Bands wie Judas Priest, Iron Maiden, Megadeth, Slayer, Fear Factory und Pantera nahmen bereits daran teil.
1997 erschien das Best-of-Album The OZZman Cometh mit einigen unveröffentlichten Aufnahmen von Black Sabbath aus dem Jahr 1969 und dem neuen Stück Back on Earth. Der Rest des Albums besteht aus einem chronologischen Querschnitt durch Osbournes bisherige Schaffensphase. Im Dezember 1997 spielten Osbourne, Tony Iommi, Geezer Butler und Bill Ward die ersten beiden Auftritte ihrer Black-Sabbath-Reunion-Tour in ihrer Heimatstadt Birmingham. Von nun an war Osbourne mit Welttourneen seitens Black Sabbath, vereinzelten Soloauftritten und der Ozzfest-Tour vollkommen ausgelastet.
1998 erschien das Livealbum Reunion von Black Sabbath mit den Mitschnitten der Shows in Birmingham und den zwei neuen Stücken Psycho Man und Selling My Soul. 1999 begab Ozzy sich mit Black Sabbath auf Welttournee, wobei Supportbands, u. a. Gruppen wie System Of A Down, Godsmack und Pantera die Tournee zum Album begleiteten.
Die Nu-Metal-Band Coal Chamber nahm eine Coverversion des Liedes Shock the Monkey von Peter Gabriel auf ihrem zweiten Studioalbum Chamber Music von 1999 auf. Bei dieser Aufnahme ist Osbourne als Gastsänger zu hören. Das Musikvideo wurde von Dean Karr gedreht. Es zeigt die Band, wie sie mit Osbourne spielt, und enthält Aufnahmen von einem Kapuzineraffen.

### Ab 2000

Logo von Ozzy Osbourne auf dem Album Down to Earth

Im Herbst 2001 erschien das Soloalbum Down to Earth, dem eine Tournee durch die USA und Kanada folgte. Mitmusiker waren Zakk Wylde, Robert Trujillo, Mike Bordin und Keyboarder John Sinclair, die auch das Album einspielten. Im April 2001 starb Osbournes Mutter im Alter von 85 Jahren. Seine soziale Ader zeigte er, als er am 23. Dezember 2001 in New York ein Benefizkonzert für die Opfer der Terroranschläge des 11. September 2001 gab und während der Tour speziell angefertigte T-Shirts verkaufte, deren Erlös er spendete. Die Tour fand unter dem Motto „Merry Mayhem“ (das erste Motto „Black Christmas“ wurde aus Respekt gegenüber den Opfern des Anschlags verworfen) statt.
Im März 2002 erlag Randy Castillo einem Krebsleiden. In diesem Monat hatte die in drei Staffeln produzierte Reality-TV-Serie The Osbournes ihre Premiere bei MTV. Osbourne und seine Familie gaben Einblicke in ihr Privatleben und wurden innerhalb kürzester Zeit zu weltbekannten Superstars. Im Juli 2002 sang er anlässlich des goldenen Thronjubiläums von Elisabeth II. bei der Party at the Palace das Lied Paranoid.
Im Zuge des Erfolges rund um die Osbourne-Familie erschien neben dem Live-Album Live at Budokan (ein Mitschnitt der Ozzy-Osbourne-Japan-Tournee) im darauffolgenden Jahr ein weiteres Best-of-Album The Essential, das kein neues Material beinhaltet. Die Singleauskopplung der Ballade Dreamer aus Down to Earth und das zugehörige von Rob Zombie produzierte Musikvideo wurden zu einem großen Erfolg. Eine weitere Single, Mama, I’m Coming Home aus dem Best-of-Album, verkaufte sich aufgrund der Promotion in der Sendung The Osbournes auch gut. Zwischenzeitlich verließ Bassist Robert Trujillo die Band, um den bei Metallica ausgestiegenen Jason Newsted zu ersetzen. Dieser wiederum stieg für einige Zeit als Ersatz für Trujillo bei Osbournes Band ein und spielte mit dieser einige Live-Shows.
Überschattet wurden die Ereignisse von Sharon Osbournes Darmkrebserkrankung. Seine Kinder Jack und Kelly bekamen zunehmend Probleme mit Alkohol und Drogen und wurden in Entzugskliniken eingewiesen. Nachdem diese Tiefen überwunden waren und sich der Gesundheitszustand seiner Frau verbessert hatte, erlitt Osbourne selbst einen Unfall, der ihn fast das Leben gekostet hätte: Im Dezember 2003 unternahm er eine Spritztour mit einem Quad durch den Wald seines Anwesens in England. Dabei fuhr er durch ein tiefes Loch und dann an einen Baum, überschlug sich, verletzte sich lebensgefährlich und war für kurze Zeit klinisch tot. Ein Bodyguard, der mit ihm gefahren war, konnte Osbourne durch Erste-Hilfe-Maßnahmen wiederbeleben. Die nächsten Monate verbrachte Osbourne mit Rehabilitationsmaßnahmen. Die angekündigte Europatournee für 2004 musste ausfallen.
Zur selben Zeit stieg die Single Changes, die Osbourne zuvor mit seiner Tochter Kelly aufgenommen hatte, in den BBC-Charts bis auf Platz 1. Es handelt sich dabei um eine Coverversion des gleichnamigen Songs von Black Sabbath vom Album Vol. 4 aus dem Jahr 1972. Damit brach Osbourne den Rekord für den längsten Zeitraum zwischen der ersten Chartplatzierung und der ersten Nr.-1-Single. Bereits im Sommer 2004 war Osbourne wieder gesund genug, um beim Ozzfest mitzumachen. 2005 erschien das 4-CD-Boxset Prince of Darkness, das neben einigen Best-of-Stücken unveröffentlichten Demoversionen und Liveaufnahmen sowie Kollaborationen mit anderen Künstlern und eine CD mit Coverversionen beinhaltet. Dieses Album wurde im November 2005 mit weiteren Bonusliedern unter dem Titel Under Cover und der Singleauskopplung In My Life wiederveröffentlicht.
Im Mai 2007 erschien das Album Black Rain und es startete seine „Black Rain 2007“-Tour in Moskau, die ihn im Juni 2007 auch nach Deutschland führte. In der Olympiahalle München gab er sein einziges Deutschlandkonzert. Osbourne sang das Titellied des Amerikanischen World Wrestling Entertainment Pay-Per-View Judgement Day und der TV-Serie Dog – The Bountyhunter. Im November 2008 trat er auch als Werbepartner für das Online-Spiel World of Warcraft in Erscheinung.
2009 erklärte Osbourne, dass Langzeitgitarrist Zakk Wylde die Band verlassen musste, da sich Osbourne „zu sehr wie Black Label Society anhöre“. Wylde reagierte überrascht und teilweise zornig. Er bat in Interviews Osbourne um Aufklärung, da er seinen Angaben zufolge nicht informiert worden war. Als Special-Guest gab Osbourne während der BlizzCon (Blizzard Entertainment), die im August 2009 in Anaheim, Kalifornien, stattfand, ein Konzert mit folgenden Musikern an seiner Seite: Gus G. (Firewind, Gitarre), Tommy Clufetos (u. a. Alice Cooper, Ted Nugent und Rob Zombie, Schlagzeug) Rob „Blasko“ Nicholson (Rob Zombie, Bass) und Adam Wakeman (Keyboards, seit 2004 bei Osbourne).
Im Oktober 2009 veröffentlichte Osbourne seine Autobiografie unter dem Titel I Am Ozzy (deutsch Ozzy - Die Autobiografie). Im Juni 2010 erschien das Album Scream. 2010 sang er den Song Crucify The Dead von Slash auf dessen Soloalbum Slash. Im September 2010 musste Osbourne das einzige Deutschlandkonzert seiner Welttournee 2010/2011 in Oberhausen absagen, um sich von einer Muskelzerrung im Rücken zu erholen. Seine Ärzte hatten ihm eine Ruhepause von drei bis vier Tagen verordnet, damit er sich einer Ultraschalluntersuchung unterziehen konnte. Das Konzert wurde im Juni 2011 nachgeholt und es gab eine Zusatzshow in München. Im August 2011 spielte er als Headliner auf dem Wacken Open Air.
Ende des Jahres 2011 kam die Dokumentation God Bless Ozzy Osbourne in die Kinos und erschien auf DVD. Osbournes Sohn Jack führte Regie. Im November 2011 erklärten Osbourne, Tony Iommi, Bill Ward und Geezer Butler auf einer Pressekonferenz die Wiedervereinigung von Black Sabbath in Originalbesetzung mit einem Album für den Herbst/Winter 2012 und einer Europatournee. Wegen einer Krebserkrankung Iommis wurden Anfang des Jahres 2012 alle Konzerte bis auf einen Auftritt beim Download-Festival abgesagt und durch eine Ozzy and Friends-Tour ersetzt, die im Frühling/Sommer 2012 durch Europa tourte. Diese führte unter anderem im Juni 2012 nach Dortmund und Mannheim. Letzteres Konzert musste allerdings kurzfristig abgesagt werden, da Osbourne laut Veranstalter während des Sets der Vorgruppe Black Label Society hinter der Bühne einen Schwächeanfall erlitt. Zum Line-up gehörten neben Osbournes Band von der Scream-Tour 2010/2011 die Gitarristen Slash und Zakk Wylde sowie der Black-Sabbath-Bassist Geezer Butler. Iommi bestätigte jedoch, dass die Arbeiten an dem neuen Album wie geplant weiterliefen. Das Album 13 erschien im Juni 2013.
2013 erklärte Osbourne, bereits seit zwei Jahren wieder Alkohol zu trinken und Drogen zu nehmen. Die Black-Sabbath-Wiedervereinigung habe jedoch nichts damit zu tun. Er sei inzwischen wieder „clean“. Auch seine Ehe ging beinahe in die Brüche.
Im März 2014 wurde bekannt, dass Osbournes Anwesen Welders House in Buckinghamshire überflutet wurde und dabei ein Schaden von mindestens einer halben Million US-Dollar entstanden war. Während der Renovierung nach der Flut wurde eine seltene Fledermausart entdeckt, die für rund 27.000 US-Dollar entfernt werden musste. Das Haus hatte bereits zweimal gebrannt, es wurde dort eingebrochen und Osbourne hatte dort 2003 seinen schweren Quad-Unfall. Zwischenzeitlich lebte er auch in einem Haus in Los Angeles, das ebenfalls 2013 brannte. 2015 kaufte er sich in Beverly Hills für zehn Millionen US-Dollar ein neues Haus.
2016 ging Ozzy Osbourne mit seinem Sohn Jack Osbourne auf Weltreise, um geschichtsträchtige Orte zu besichtigen. Die Reality-TV-Serie wurde von Osbourne Media und TGroup Productions für den US-amerikanischen Fernsehsender History produziert. In Deutschland wurde die Reihe 2017 vom deutschen Pay-TV-Sender History ausgestrahlt.

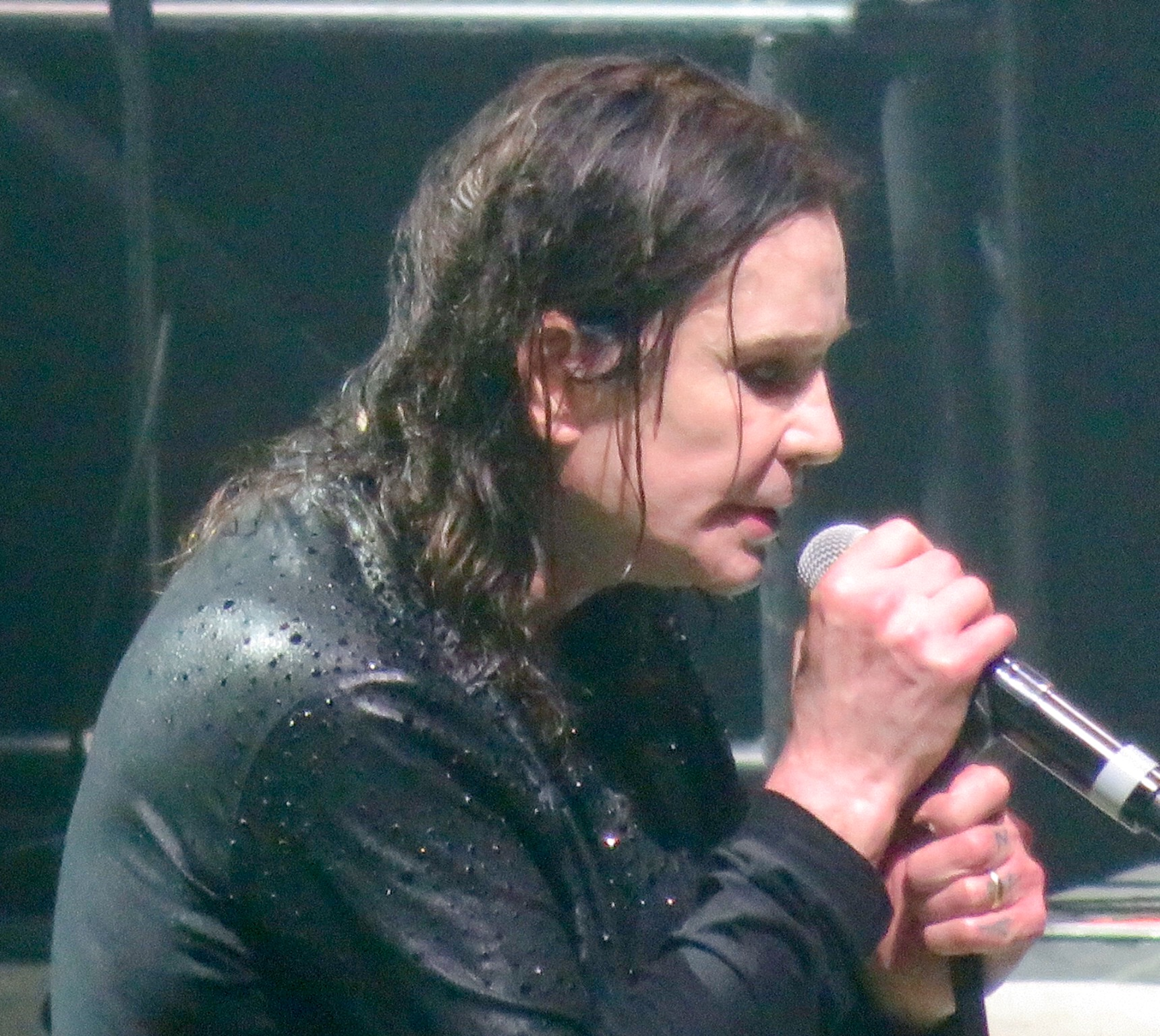
Ozzy Osbourne (2017)

Im Februar 2017 spielten Black Sabbath mit Osbourne in seiner Heimatstadt Birmingham das 81. und letzte Konzert ihrer The End-Tour; es wurde am 28. September 2017 weltweit in über 1.500 Kinos in einer gekürzten Version gezeigt. 2018 begann seine Abschiedstournee No More Tours II, die er wegen gesundheitlicher Probleme mehrfach unterbrechen musste. 2019 erschien die Single Take What You Want, eine Kollaboration mit den Rappern Post Malone und Travis Scott. Sie erreichte Platz acht in den Billboard Hot 100. Damit stand Osbourne erstmals seit 1988 (Close My Eyes Forever mit Lita Ford) wieder in den Top Ten der US-Singlecharts. Im Februar 2020 folgte das Album Ordinary Man. Gastmusiker waren unter anderem Chad Smith, Duff McKagan und Elton John. Das Album erhielt überwiegend positive Kritiken und erreichte Platz zwei der Charts in Deutschland, Österreich und der Schweiz.
Im Februar 2019 wurde Osbourne auf ärztlichen Rat aufgrund von Komplikationen durch eine Grippe in ein Krankenhaus eingewiesen, wodurch die Europa-Etappe der No More Tours II-Tour verschoben wurde. Bis zum 12. Februar 2019 wurde Osbourne auf die Intensivstation verlegt. Der Tourveranstalter Live Nation Entertainment erklärte, dass dieser hoffe, Osbourne sei „fit und gesund […] und in der Lage“, im März Konzerte in Australien und Neuseeland geben zu können. Osbourne sagte die Tour und letztlich alle für 2019 geplanten Shows ab, nachdem er sich während seiner Genesung bei einem Sturz in seinem Haus in Los Angeles schwere Verletzungen zugezogen hatte.

### Ab 2020
Auch zu Beginn der 2020er Jahre kämpfte Osbourne weiter mit gesundheitlichen Problemen. Er erkrankte an einer Lungenentzündung und sagte im Februar 2020 seine Nordamerika-Tournee ab, um sich bis April einer Behandlung in der Schweiz zu unterziehen. Im selben Jahr erklärte Osbourne außerdem, dass er an einem Emphysem leide. 2021 und 2022 folgten Operationen am Rücken.
Im September 2022 erschien sein 13. Soloalbum Patient Number 9. Wie das Vorgängeralbum enthält es Beiträge von mehreren Gastmusikern, etwa von Jeff Beck, Tony Iommi oder Eric Clapton. Einen Tag zuvor hatte Osbourne Patient Number 9 und Crazy Train in der Halbzeitshow des NFL Season Openings gesungen.
Im Februar 2023 gab Osbourne bekannt, wegen anhaltender gesundheitlicher Probleme nicht mehr auf Tournee gehen zu wollen. Die laufende Abschiedstournee werde nicht fortgeführt. Bei den Grammy Awards 2023 wurden sowohl das Album Patient Number 9 als auch die Single Degradation Rules ausgezeichnet.
Im März 2024 veröffentlichte der britische Musiker Billy Morrison (bekannt als Musiker und Texter für Billy Idol) das Video zu Crack Cocaine, in dem Ozzy Osbourne den Gesangspart übernahm. Am 20. Oktober 2024 wurde Osbourne in die Rock and Roll Hall of Fame aufgenommen.
Bei der Show unter dem Titel Back to the Beginning am 5. Juli 2025 im Villa Park in Birmingham trat Osbourne zum ersten Mal nach 20 Jahren mit der Black-Sabbath-Originalbesetzung auf. Er wurde auf einem schwarzen Thron auf die Bühne gerollt und absolvierte das Konzert sitzend. Der Auftritt war Teil eines zehnstündigen Benefizfestivals zu Ehren Black Sabbaths mit Bands wie Metallica und Slayer sowie zahlreichen Gastmusikern aus der Szene. Der Erlös von fast 190 Millionen US-Dollar ging an ein Kinderkrankenhaus, ein Kinderhospiz und die Hilfsorganisation Cure Parkinson’s. Das war zugleich der letzte Auftritt von Black Sabbath in Originalbesetzung.
Ozzy Osbourne starb am 22. Juli 2025 im Alter von 76 Jahren an einem Herzinfarkt in seinem Haus im englischen Jordans.

## Persönlichkeit

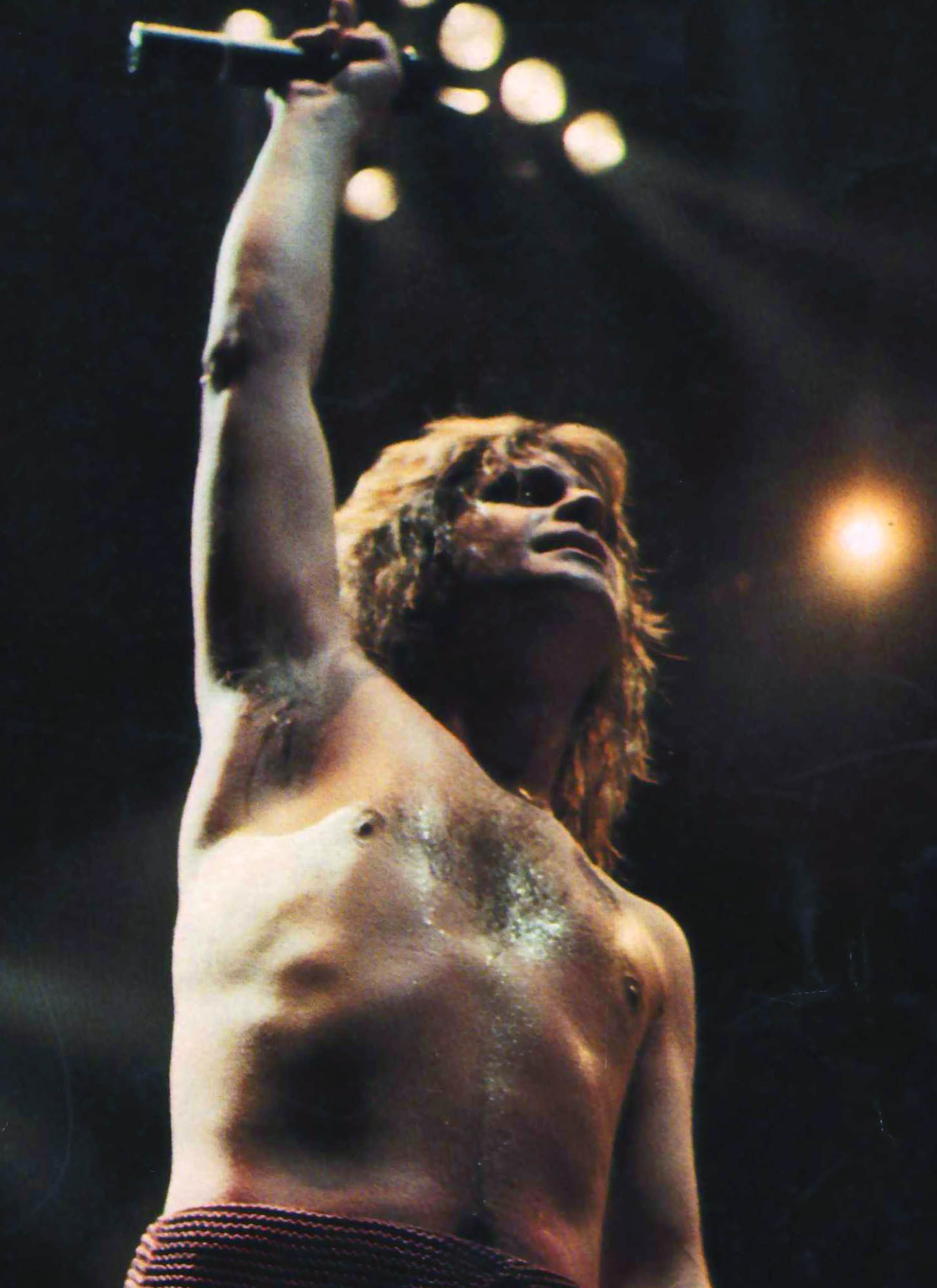
Ozzy Osbourne (1982)

In der öffentlichen Wahrnehmung galt Osbourne lange als ein dem Wahnsinn naher Rocksänger; Songs wie Mr. Crowley oder Suicide Solution trugen zum Skandalimage bei. Jedoch waren beispielsweise die spektakulären und medienwirksamen Tierenthauptungen Ereignisse unter dem Einfluss von Drogen und okkulte Praktiken auf der Bühne Showelemente.
Vor allem während der späten 1970er und der 1980er Jahre kämpfte Osbourne mit seiner Abhängigkeit von Alkohol und Drogen, die ihn oft in Schwierigkeiten brachten und in Skandale verwickelten. Osbourne gab unter anderem an, im Vollrausch 17 seiner eigenen Katzen mit Absicht erschossen zu haben. In der Doku God Bless Ozzy Osbourne merkte er an, dass er aufgrund des jahrelangen Alkoholkonsums starke Erinnerungslücken habe. So könne er sich an Musikvideoproduktionen aus den frühen 1980ern oder an die Geburt seiner Kinder aus erster Ehe nicht erinnern. Die öffentliche Wahrnehmung relativierte sich durch die Ausstrahlung der Sendung The Osbournes, die ihn in seinem privaten Umfeld als etwas verwirrten Familienvater zeigte.

## Auszeichnungen

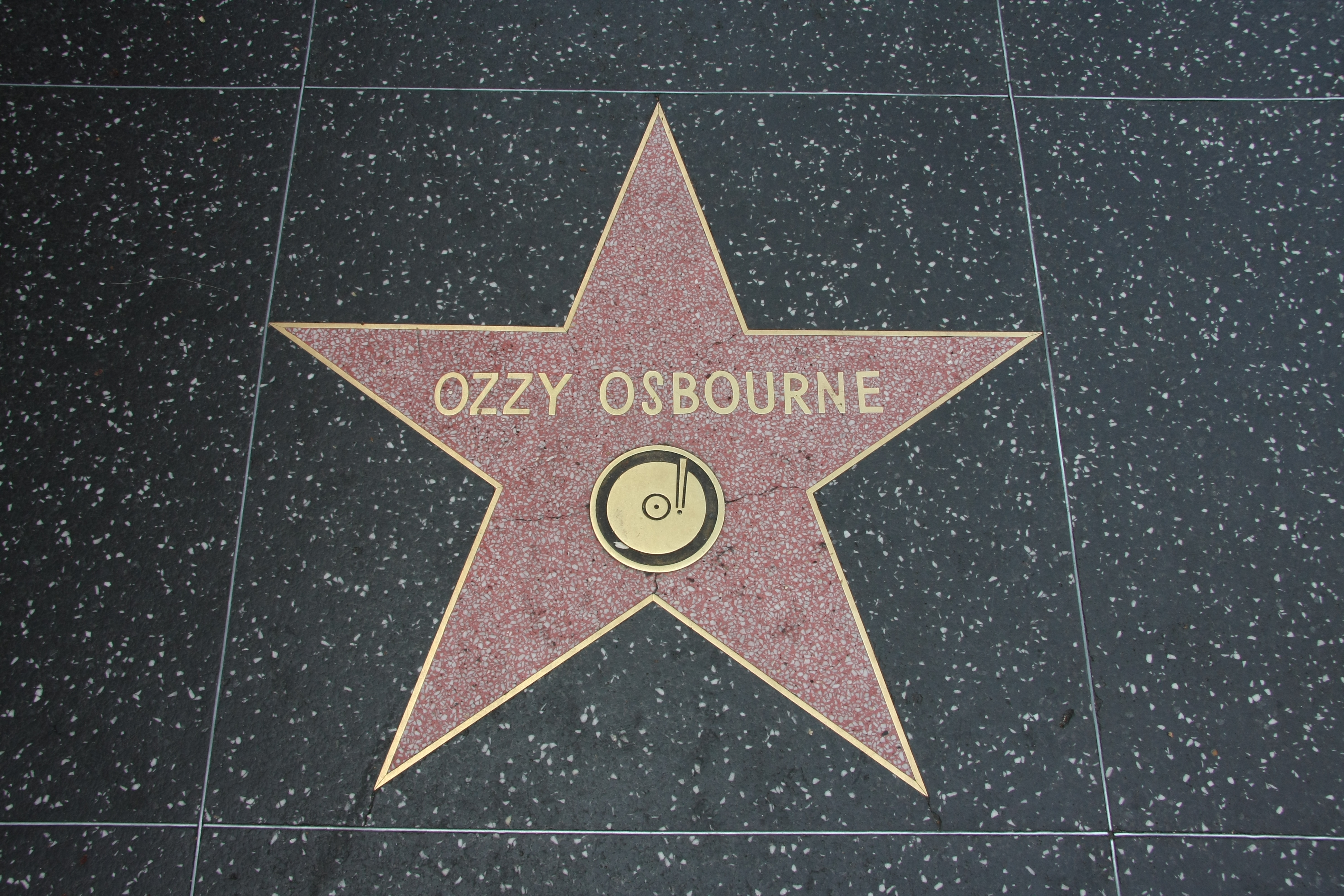
Osbournes Stern am Hollywood Walk of Fame

Osbourne wurde sowohl mit Black Sabbath als auch als Solokünstler in die UK Music Hall of Fame und die Rock and Roll Hall of Fame aufgenommen. Er erhielt Sterne auf dem Hollywood Walk of Fame und auf der Broad Street in Birmingham, einen Ivor Novello Award sowie fünf Grammy Awards bei insgesamt zwölf Nominierungen.

## Trivia
- Auf dem Cover des 1970 veröffentlichten Debütalbums von Black Sabbath wurde der Künstlername statt „Ozzy“ fälschlicherweise „Ossie“ geschrieben.
- Unter dem parodistisch abgewandelten Pseudonym „Ossi Ost-Born“ brachte die Erste Allgemeine Verunsicherung 1989 die Single Es steht ein Haus (in Ostberlin) heraus. Der deutsche Komiker Andreas Müller veröffentlichte 2003 eine humoristische Coverversion von Dreamer unter dem Titel Ossi Ostbourne (Drieben Remix).
- 2010 wurde das Erbgut Osbournes entschlüsselt.[46]
- 2014 wurde eine Froschart im Amazonas entdeckt, die einen fledermausartigen Laut von sich gibt. Sie wurde aufgrund Ozzy Osbournes berühmten Fledermaus-Bisses Dendropsophus ozzyi genannt.[47]
- Nachdem er zuvor 19 Mal durch die Führerscheinprüfung gefallen war, bestand Osbourne 2010 im Alter von 61 Jahren beim 20. Versuch die Prüfung.[48][49]
- Im Mai 2016 wurde an der Haltestelle Corporation Street in seiner Heimatstadt Birmingham der Zug Nummer 37 der West Midlands Metro, die Ozzy-Tram, von ihm persönlich getauft.[50]
- Im April 2021 wurde Ozzy Osbourne wegen seiner Verdienste um das Wrestling in die WWE Hall Of Fame aufgenommen. Schon ab Mitte der 1980er hatte er einige Teams zu Wettkämpfen begleitet und fungierte 2009 als Gastgeber der Monday Night Raw Edition.[51]
- Im September 2022 wurde bekannt, dass Osbourne plante, Spirituosen in Zusammenarbeit mit der schwedischen Getränkefirma Brands for Fans auf den Markt zu bringen, die seinen Namen nutzen. Die Zusammenarbeit zwischen Osbourne und Brands for Fans folgte auf die frühere Arbeit von Brands for Fans mit anderen Musikern wie Kiss, Motörhead, Slayer, Ghost, Judas Priest und Scorpions. Zuerst wurde im Oktober 2022 der The Ultimate Gin herausgebracht.[52]
- 2023 startete Workday, ein US-amerikanischer Anbieter von Cloud-basierter Computersoftware, eine „Rockstar“-Werbekampagne,[53] in der neben anderen bekannten Personen aus der Rockmusik auch Ozzy Osbourne in verschiedenen Spots auftritt.[54]
- Im Konsolenspiel Guitar Hero – World Tour tritt er zusammen mit Zakk Wylde als 3D-animierte Figur auf. Seine typischen Bewegungsabläufe wurden mit Hilfe der Motion-Capturing-Technik, passend zu den Songs Crazy Train und Mr. Crowley, in einem Studio aufgenommen und ins Spiel integriert. Weiterhin ist seine Singleauskopplung I Don’t Wanna Stop im Spiel Guitar Hero – On Tour vertreten.

## Musiker der Ozzy-Osbourne-Band
Letzte Besetzung:
- Zakk Wylde (Gitarre, 1987–1992, 1995, 1998, 2001–2004, 2006–2009, seit 2017)[55]
- Rob „Blasko“ Nicholson (Bassgitarre, 2003, seit 2006)
- Tommy Clufetos (Schlagzeug, seit 2009)
- Adam Wakeman (Keyboard, seit 2004)

Gründungsbesetzung (ab 1979):
- Randy Rhoads (Gitarre, bis 1982)
- Bob Daisley (Bass, bis 1981, 1983–1985, 1988, 1991)
- Lee Kerslake (Schlagzeug, bis 1981)

Ehemalige Mitglieder:
Gitarristen:
- Bernie Tormé (1982)
- Brad Gillis (1982)
- Jake E. Lee (1982–1987)
- Steve Vai (1994–1995)
- Alex Skolnick (1995)
- Joe Holmes (1995–1998, 2000)
- Jerry Cantrell (2004–2005)
- Gus G. (2009–2017)

Bassisten:
- Rudy Sarzo (1981–1982)
- Pete Way (1982)
- Don Costa (1982–1983)
- Phil Soussan (1985–1988)
- Geezer Butler (1988, 1995–1996)
- Mike Inez (1989–1993)
- James LoMenzo (1994)
- Robert Trujillo (1996–2003)
- Jason Newsted (2003)
- Chris Wyse (2003–2005)

Schlagzeuger:
- Tommy Aldridge (1981–1983, 1983–1984)
- Carmine Appice (1983)
- Randy Castillo (1985–1993, 1995)
- Deen Castronovo (1993–1997)
- Mike Bordin (1997–2009)

Keyboarder:
- Don Airey (1980, 1981–1982, 1983–1985)
- Lindsay Bridgwater (1980–1981, 1981–1982, 1982–1983)
- Johnny Cook (1981)
- Mike Moran (1985–1986)
- John Sinclair (1986–1991)
- Kevin Jones (1991–1992)
- Rick Wakeman (1995)
- Michael Railo (2001)

## Diskografie

### Als Ozzy Osbourne
Studioalben

| Jahr | Titel Musiklabel                          | Höchstplatzierung, Gesamtwochen, AuszeichnungChartplatzierungen (Jahr, Titel, Musiklabel, Platzierungen, Wochen, Auszeichnungen, Anmerkungen) | Höchstplatzierung, Gesamtwochen, AuszeichnungChartplatzierungen (Jahr, Titel, Musiklabel, Platzierungen, Wochen, Auszeichnungen, Anmerkungen) | Höchstplatzierung, Gesamtwochen, AuszeichnungChartplatzierungen (Jahr, Titel, Musiklabel, Platzierungen, Wochen, Auszeichnungen, Anmerkungen) | Höchstplatzierung, Gesamtwochen, AuszeichnungChartplatzierungen (Jahr, Titel, Musiklabel, Platzierungen, Wochen, Auszeichnungen, Anmerkungen) | Höchstplatzierung, Gesamtwochen, AuszeichnungChartplatzierungen (Jahr, Titel, Musiklabel, Platzierungen, Wochen, Auszeichnungen, Anmerkungen) | Anmerkungen                                       |
| Jahr | Titel Musiklabel                          | DE | AT | CH | UK | US | Anmerkungen                                       |
| ---- | ----------------------------------------- | --- | --- | --- | --- | --- | ------------------------------------------------- |
| 1980 | Blizzard of Ozz Jet Records (CBS)         | — | — | CH94 a (… Wo.)CH | UK7 Silber + Gold (Digital) · (8 Wo.)UK | US21 ×5Fünffachplatin · (108 Wo.)US | Erstveröffentlichung: 19. September 1980          |
| 1981 | Diary of a Madman Jet Records (CBS)       | — | — | — | UK14 Silber · (12 Wo.)UK | US16 ×3Dreifachplatin · (74 Wo.)US | Erstveröffentlichung: 7. November 1981            |
| 1983 | Bark at the Moon Epic Records (CBS)       | — | — | — | UK24 Silber · (7 Wo.)UK | US19 ×3Dreifachplatin · (29 Wo.)US | Erstveröffentlichung: 15. November 1983           |
| 1986 | The Ultimate Sin Epic Records (CBS)       | DE31 (9 Wo.)DE | — | — | UK8 Silber · (10 Wo.)UK | US6 ×2Doppelplatin · (39 Wo.)US | Erstveröffentlichung: 22. Februar 1986            |
| 1988 | No Rest for the Wicked Epic Records (CBS) | DE29 (4 Wo.)DE | — | CH26 (2 Wo.)CH | UK23 (4 Wo.)UK | US13 ×2Doppelplatin · (27 Wo.)US | Erstveröffentlichung: 22. Oktober 1988            |
| 1991 | No More Tears Epic Records (Sony)         | DE24 (13 Wo.)DE | AT53 (1 Wo.)AT | CH37 (2 Wo.)CH | UK17 Silber · (3 Wo.)UK | US7 ×4Vierfachplatin · (86 Wo.)US | Erstveröffentlichung: 17. September 1991          |
| 1995 | Ozzmosis Epic Records (Sony)              | DE30 (7 Wo.)DE | — | CH37 (7 Wo.)CH | UK22 (4 Wo.)UK | US4 ×2Doppelplatin · (44 Wo.)US | Erstveröffentlichung: 20. Oktober 1995            |
| 2001 | Down to Earth Epic Records (Sony)         | DE15 (26 Wo.)DE | AT25 (16 Wo.)AT | CH47 (12 Wo.)CH | UK19 Silber · (3 Wo.)UK | US4 Platin · (35 Wo.)US | Erstveröffentlichung: 15. Oktober 2001            |
| 2005 | Under Cover Epic Records (Sony BMG)       | — | — | CH95 (1 Wo.)CH | UK67 (3 Wo.)UK | US134 (1 Wo.)US | Erstveröffentlichung: 1. November 2005 Coveralbum |
| 2007 | Black Rain Epic Records (Sony BMG)        | DE9 (7 Wo.)DE | AT7 (5 Wo.)AT | CH23 (4 Wo.)CH | UK8 (5 Wo.)UK | US3 Gold · (20 Wo.)US | Erstveröffentlichung: 18. Mai 2007                |
| 2010 | Scream Epic Records (Sony)                | DE7 (8 Wo.)DE | AT9 (7 Wo.)AT | CH8 (5 Wo.)CH | UK12 (4 Wo.)UK | US4 (19 Wo.)US | Erstveröffentlichung: 21. Juni 2010               |
| 2020 | Ordinary Man Epic Records (Sony)          | DE2 (16 Wo.)DE | AT2 (6 Wo.)AT | CH2 (11 Wo.)CH | UK3 (3 Wo.)UK | US3 Gold · (13 Wo.)US | Erstveröffentlichung: 21. Februar 2020            |
| 2022 | Patient Number 9 Epic Records (Sony)      | DE2 (17 Wo.)DE | AT2 (8 Wo.)AT | CH3 (10 Wo.)CH | UK2 (3 Wo.)UK | US3 (4 Wo.)US | Erstveröffentlichung: 9. September 2022           |

grau schraffiert: keine Chartdaten aus diesem Jahr verfügbar

## Veröffentlichungen
- I Am Ozzy. Little, Brown Book Group, 2010, ISBN 978-0751543407.